# Friedrich Georg von Bunge (Rechtshistoriker)

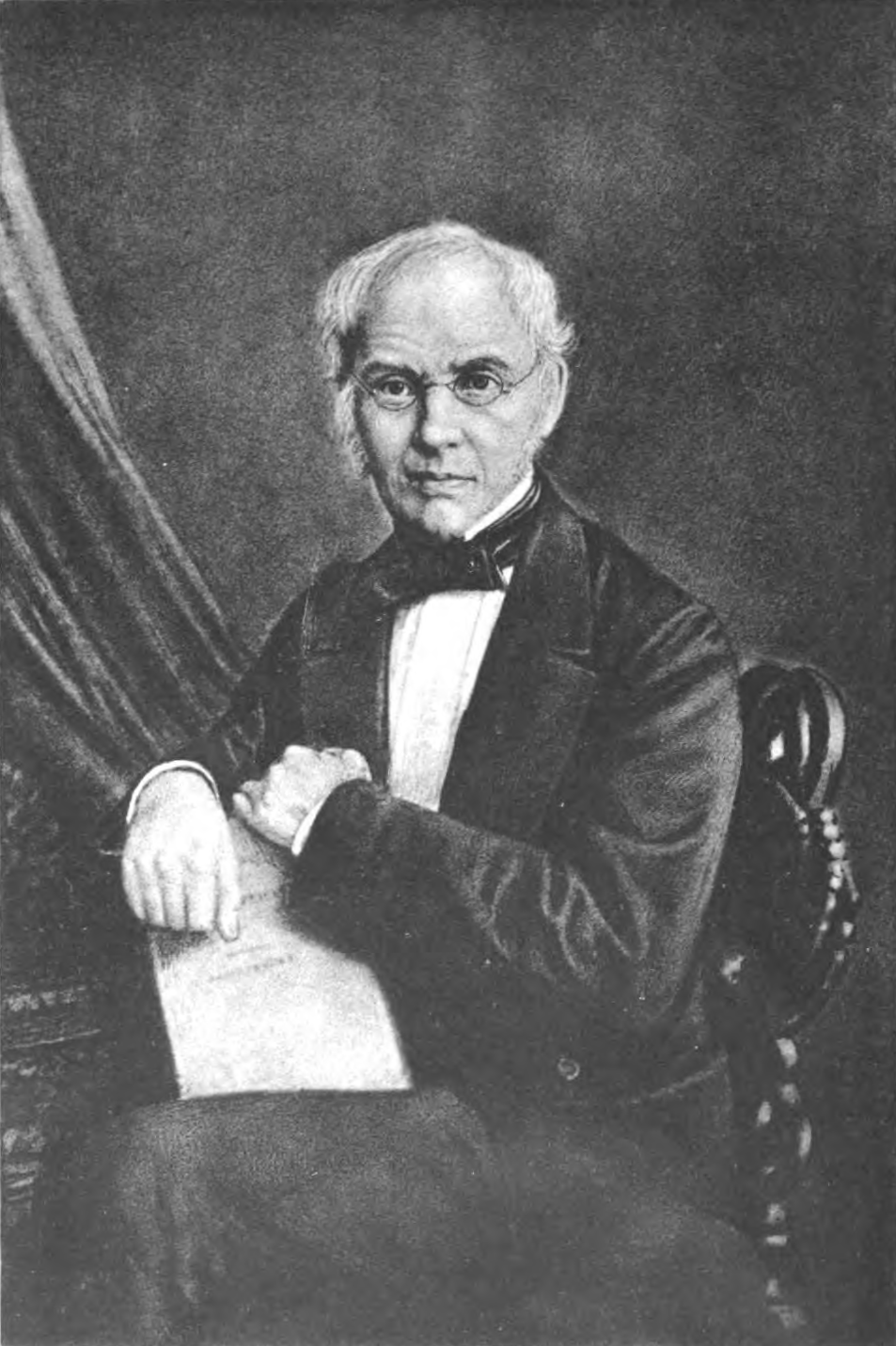
Friedrich Georg von Bunge (Frontispiz 1891 zu Greiffenhagens Buch)

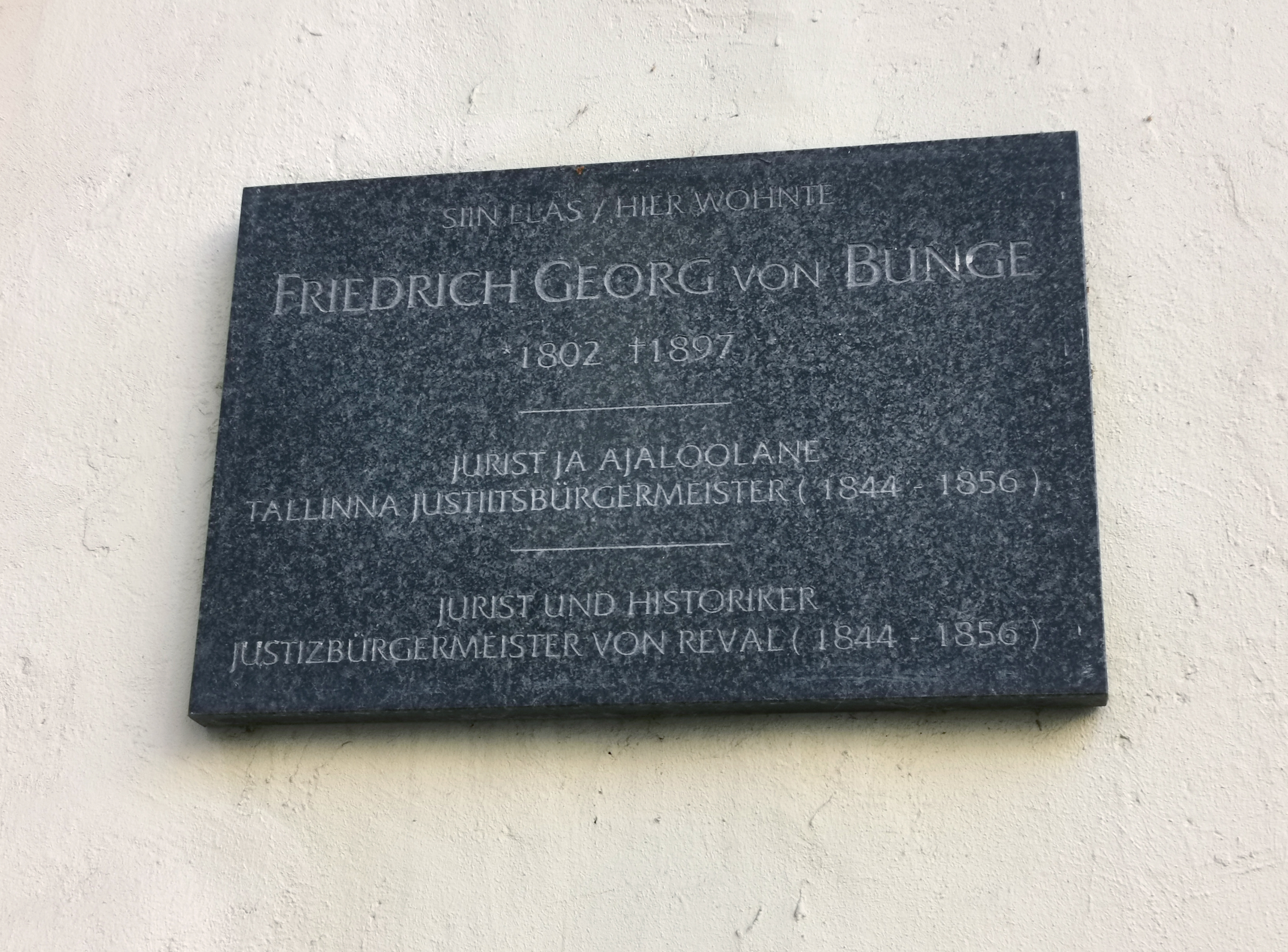
Gedenktafel in der Lai Straße 31 in Tallinn (2002 enthüllt)

Friedrich Georg von Bunge (* 1. Märzjul. / 13. März 1802greg. in Kiew; † 9. April 1897 in Wiesbaden) war ein deutschbaltischer Rechtshistoriker und gilt als der Begründer der baltischen Rechtsgeschichte.

## Leben
Friedrich Georg von Bunge entstammte der in Kiew ansässigen Apothekerfamilie Bunge, die sich von Georg Friedrich Bunge herleitet. Sein jüngerer Bruder Alexander von Bunge wurde Botaniker.
Er studierte ab 1819 Rechtswissenschaft an der Kaiserlichen Universität Dorpat und habilitierte sich dort 1823 als Privatdozent. 1831 wurde er außerordentlicher und bald darauf ordentlicher Professor an der Universität Dorpat. 1842 wurde er Bürgermeister von und Syndikus in Reval. Im September 1856 berief man ihn als Oberbeamter in die zweite Abteilung der Kanzlei des Kaisers nach Petersburg. 1865 zog er nach Deutschland, wo er zuerst in Gotha, dann in Wiesbaden lebte.
Friedrich Georg von Bunge erwarb sich große Verdienste vor allem durch seine Arbeiten über die Provinzialrechte von Livland, Estland und Kurland. Er verfasste zahlreiche Arbeiten zur baltischen Rechtsgeschichte in Anlehnung an das deutsche Recht. Das von ihm zusammengestellte Zivilgesetzbuch galt in Lettland bis 1937, in Estland bis 1945.

## Werke

### Autor
- Beiträge zur Kunde der liv-, esth- und kurländischen Rechtsquellen (Riga 1832)
- Das römische Recht in den deutschen Ostseeprovinzen Russlands, Dorpat 1833
- Das liv- und esthländische Privatrecht. Dorpat 1838–39, 2 Teile; 2. Auflage, Reval 1847–48.
  - Teil I: Einleitung, Personen-, Sachen- und Forderungsrecht, Reval 1847 (Google)
  - Teil II, Reval 1848
- Die Quellen des Revaler Stadtrechts (= Sammlung der Rechtsquellen Liv-, Esth- und Kurlands, 1. Abtheilung), 2 Bände, Dorpat 1842–1846
  - Band 1, 1, 1842 MDZ
  - Band 1, 2, 1843 MDZ
  - Band 1, 3, 1844 MDZ
  - Band 2, 1, 1845 MDZ
  - Band 2, 2, 1846 MDZ
- Einleitung in die liv-, esth- und kurländische Rechtsgeschichte, Reval 1849
- Das curländische Privatrecht, wissenschaftlich dargestellt. Kluge, Dorpat 1851 (Google)
- Die Revaler Rathslinie nebst einer Geschichte der Rathsverfassung und einem Anhang über Riga und Dorpat, Reval 1874
- Livland, die Wiege der deutschen Weihbischöfe Leipzig, 1875
- Der Orden der Schwertbrüder, Leipzig 1875
- Die Stadt Riga im 13. und 14. Jahrhundert, Leipzig 1878 Archive
  - Die Stadt Riga im dreizehnten und vierzehnten Jahrhundert. Geschichte, Verfassung und Rechtszustand Neuauflagen Amsterdam 1968; Hannover-Döhren 1975

### Herausgeber
- Das Inland. Eine Wochenschrift für Liv-, Ehst- und Curländische Geschichte, Geographie, Statistik u. Litteratur, 1836–1863 BSB
- Die letzten Zeiten des Erzbisthums Riga, dargestellt in einer gleichzeitigen Chronik des Bartholomäus Grefenthal und in einer Sammlung der auf jene Zeiten bezüglichen Urkunden (= Monumenta Livoniae antiquae. Sammlung von Chroniken, Berichten, Urkunden und andern schriftlichen Denkmalen und Aufsätzen welche zur Erl. der  Geschichte Liv-, Ehst- und Kurland's dienen, 5), Riga, 1847 MDZ Archive

- Liv-, Esth- und Curländisches Urkundenbuch nebst Regesten. Kluge und Ströhm, Reval 1853–1914
  - Band 1: 1093–1300, 1853 MDZ, Google
  - Band 2: 1301–1367, 1855 MDZ Archive Google
  - Band 3: 1368–1393, mit Nachträgen zu Band 1 und 2, 1857 MDZ BSB Archive
  - Band 4: 1394–1413, 1859 MDZ BSB
  - Band 5: 1414–Mai 1423, 1867 MDZ Google
  - Band 6: Nachträge zu Band 1–5, 1875  BSB Archive
  - Band 7: Mai 1423–Mai 1429, 1881
  - Band 8: Mai 1429–1435, 1884
  - Band 9: 1436–1443, 1889
  - Band 10: 1444–1449, 1896
  - Band 11: 1450–1459, 1905
  - Band 12: 1460–1472, 1910
  - Abtheilung 2, Band 1: Ende Mai 1494–1500, 1900 Archive
  - Abtheilung 2, Band 2: 1501–1505, 1905 Archive
  - Abtheilung 2, Band 3: 1506–1510, 1914
- Est- und Livländische Brieflade. Eine Sammlung von Urkunden zur Adels- und Gütergeschichte Est- und Livlands (in Übersetzungen und Auszügen), 4 Bände, Reval, Riga 1856–1887; mit Robert von Toll, Philipp Schwartz, Johannes Sachsendahl
  - Abtheilung 1, Band 1 Dänische und Ordenszeit, Reval 1856, mit Robert von Toll MDZ
  - Abtheilung 1, Band 2 Dänische und Ordenszeit. Register zu Band 1, Reval 1857, mit Robert von Toll MDZ
- Altlivlands Rechtsbücher, zum Theil nach bisher unbenutzten Texten, Leipzig 1879 Uni Heidelberg
- Liv-, Est- und Kurländische Urkundenregesten bis zum Jahre 1300, Leipzig 1881

### Aufsätze
- Ueber die Universitätsbibliothek zu Dorpat, in Serapeum, 2, 1841, S. 254–255 Digizeitschriften
- Bischof Jacobs Stadtrecht für Hapsal vom Jahre 1294, in Archiv für die Geschichte Liv-, Est- und Curlands, 3, 1844, S. 264–284
- Nachrichten über das alte Archiv des Rathes zu Reval, in Archiv für die Geschichte Liv-, Est- und Curlands, 3, 1844, S. 293–312
- Herrenmeisterchronik und Chronik der rigischen Erzbischöfe, in Archiv für die Geschichte Liv-, Est- und Curlands, 4, 1845, S. 291–300
- Kleine Ronneburger Chronik nebst Obituarium, in Archiv für die Geschichte Liv-, Est- und Curlands, 8, 1861, S. 267–268, 283–285
- Meisterchronik (Johann Sander), in Archiv für die Geschichte Liv-, Est- und Curlands, 8, 1861, S. 268–283